# Higuera la Real
Higuera la Real è un comune spagnolo di 2 495 abitanti situato nella comunità autonoma dell'Estremadura.